# Leucauge abyssinica
Leucauge abyssinica är en spindelart som beskrevs av Embrik Strand 1907. Leucauge abyssinica ingår i släktet Leucauge och familjen käkspindlar.
Artens utbredningsområde är Etiopien. Inga underarter finns listade i Catalogue of Life.